# Toretsk
Toretsk (em ucraniano:  Торецьк; em russo:  Торецк), anteriormente Dzerzhynsk (em ucraniano:  Дзержинськ, transl. Dzerzhynsk; em russo:  Дзержинск, transl. Dzerzhinsk), é uma cidade da Ucrânia, situada no Oblast de Donetsk. Tem 62 km² de área e sua população em 2020 foi estimada em 32.027 habitantes.
A cidade tem grande importância para a Ucrânia por conta da extração de minério.

## Guerra na Ucrânia
Em fevereiro de 2025, a Rússia afirmou ter tomado o controle total da cidade, o que foi negado pelo governo Ucraniano.

A informação se provou falsa, uma vez que diferentes fontes continuaram noticiando combates dentro da cidade. Em agosto de 2025, o site DeepStateMap apresentava a maior parte da cidade sob domínio russo.